# Holiday: Bob Brookmeyer Plays Piano
Holiday: Bob Brookmeyer Plays Piano è un album di Bob Brookmeyer pubblicato dalla Challenge Records il 4 settembre 2001.
Il disco fu registrato il 6 e 7 giugno del 2000 al "Broadcast House, Studio 3" a Copenaghen in Danimarca.

## Tracce
1. The Man I Love – 6:13 (George Gershwin, Ira Gershwin)
2. Summer Song – 6:40 (Bob Brookmeyer, Dave Brubeck)
3. It Could Happen to You – 5:56 (Johnny Burke, James Van Heusen)
4. Holiday – 6:48 (Barry Gibb, Maurice Gibb, Robin Gibb)
5. I Throught About You – 5:34 (James Van Heusen, Johnny Mercer)
6. I Should Care – 5:01 (Sammy Cahn, Axel Stordahl, Paul Weston)
7. Things Ain't What They Used to Be – 5:34 (Duke Ellington, Mercer Ellington, Ted Persons)
8. Pastoral – 6:39 (Bob Brookmeyer)
9. Jan Likes – 4:53 (Bob Brookmeyer)
10. Stupid Song – 4:50 (Bob Brookmeyer)
11. Child Song – 5:51 (Bob Brookmeyer)
12. It Might as Well Be Spring – 8:00 (Oscar Hammerstein II, Richard Rodgers)

## Musicisti
- Bob Brookmeyer - pianoforte
- Mads Vinding - contrabbasso
- Alex Riel - batteria